# Xysticus pearcei
Xysticus pearcei is een spinnensoort uit de familie van de krabspinnen (Thomisidae).
De wetenschappelijke naam van de soort werd in 1965 gepubliceerd door Robert X. Schick.